# Jardim Bardini
O Jardim Bardini (em italianoː Giardino Bardini) é um jardim histórico que abrange uma área de quatro hectares na colina de Montecuccoli, localizado na comuna italiana de Florença, na região da Toscana.

## História
No início do século XIV, de propriedade da família Mozzi, os jardins e o palácio são vendidos para o município de Florença, devido a problemas financeiros da família. Em 1551, os Mozzi compram novamente as terras.
Por volta dos anos de 1650, a propriedade é dividida em duas, sendo o lado oeste vendido para Giovan Francesco Manadori e o lado leste permanecendo com os Mozzi. No século XVII, é construída a escadaria no estilo barroco e, no final do século XVIII, Giulio Mozzi decora a escadaria com fontes, esculturas e mosaicos.
Durante o século XIX, a família Mozzi constrói dois pavilhões Kaffeehauses. Em 1819, a outra parte da propriedade, pertencente ao Manadori, é comprada por Luigi Le Blanc, que constrói um jardim em estilo anglo-chinês. Em 1839, a propriedade de Le Blanc é comprada pela família Hubs, e passa por um período de abandono até o ano de 1880, quando a propriedade é comprada pela princesa Wanda Carolath von Beuthen, que restaura os jardins e instala decorações vitorianas.
Em 1913, Stefano Bardini compra a propriedade da família Mozzi e constrói uma via interligando o jardim até a Villa Belvedere, se desfazendo de algumas partes do jardim original. Também constrói uma loggia entre os dois antigos Kaffeehauses. Com a morte de Bardini, a propriedade é herdada pelo seu filho Ugo. No ano de 1996, o jardim passa para o município de Florença, após uma disputa judicial.
Entre os anos de 2000 e 2005, o jardim passa por uma restauração, feita pela Fondazione Cassa di Risparmio di Firenze em parceria com a Fondazione Parchi Monumentali Bardini e Peyron. No ano de 2005, passa a fazer parte da European Garden Heritage Network, e no ano de 2006 reabre ao público.

## Características
O Jardim Bardini é dividido em três setoresː o jardim italiano, o bosque inglês e o parque agrícola.
O parque agrícola se localiza a leste. Possui uma pérgola coberta de wistéria, um pomar com árvores frutíferas e há jardins de rosas e hortênsias.
O jardim italiano se localiza ao centro. Possui uma escadaria em estilo barroco, que leva até a loggia belvedere. Na parte inferior do jardim, há um canteiro de rosas e um de peônias; o brasão de armas da família Mozzi; uma escultura de Vênus e uma escultura de Vertumnus e Pomona; uma pérgola de rosas; e a fonte Mascherone. Na parte superior da escadaria há íris e rosas bourbon.
O bosque inglês se localiza a oeste. Possui em sua parte central com um gramado e com o canal do dragão, e ao fundo, um jardim em estilo anglo-chinês. Nesta área, há também, a casa de limão, um pequeno templo com uma cachoeira e a fonte de Vênus no gramado em frente à Villa Bardini.

## Turismo
O jardim está aberto ao público todos os dias da semana, com entrada paga. Há duas entradas, uma pela Costa San Giorgio, nº 2, e uma pela Via die Bardi, nº 1. Devido a inclinação do terreno, é difícil o acesso para pessoas com problemas de mobilidade. No local há estacionamento, banheiros e cafeteria.